# Таунли (лунный кратер)
Кратер Таунли (лат. Townley) — небольшой ударный кратер в области северо-западного побережья Моря Пены в экваториальной области видимой стороны Луны. Название присвоено в честь американского астронома и геодезиста Сидни Дина Таунли (1867—1946) и утверждено Международным астрономическим союзом в 1976 г. 

## Описание кратера

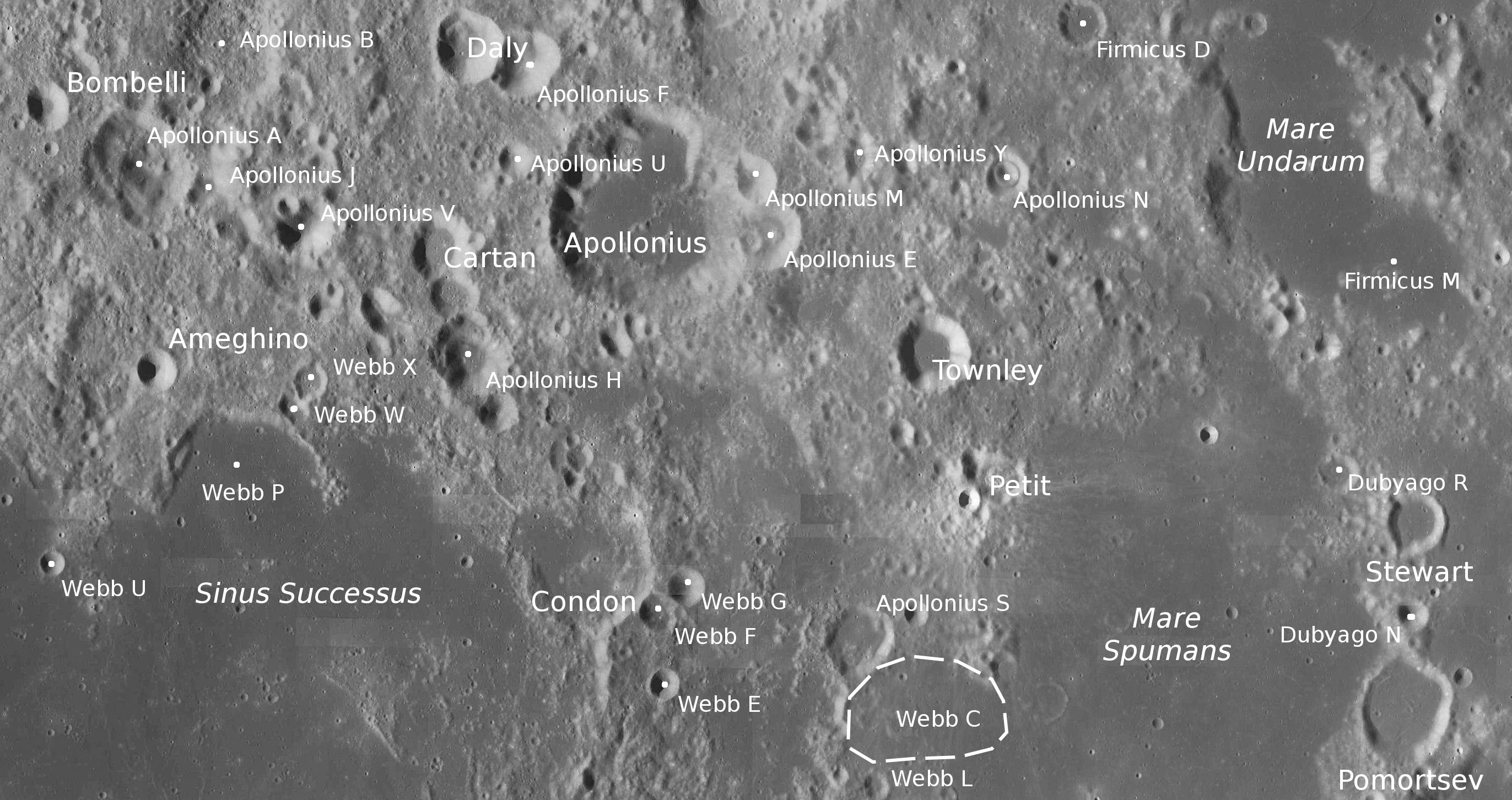
Окрестности кратера Таунли. Снимок зонда Lunar Reconnaissance Orbiter.

Ближайшими соседями кратера Таунли являются кратер Аполлоний на западе-северо-западе; кратер Фирмик на севере; кратер Пти на юге-юго-востоке и кратер Кондон на западе-юго-западе. На северо-востоке от кратера находится Море Волн; на юго-востоке Море Пены; на западе-юго-западе Залив Успеха. Селенографические координаты центра кратера 3°25′ с. ш. 63°11′ в. д. / 3,42° с. ш. 63,19° в. д., диаметр 17,7 км, глубина 1870 м.
Кратер имеет циркулярную форму и умеренно разрушен. Вал с четко очерченной острой кромкой и гладким внутренним склоном c высоким альбедо, северная оконечность вала отмечена мелким кратером. Юго-восточная часть внутреннего склона отмечена парой маленьких кратеров. Высота вала над окружающей местностью достигает 750 м. Дно чаши плоское, без приметных структур. По морфологическим признакам кратер относится к типу SOC (по названию типичного представителя этого класса — кратера Созиген).
До получения собственного наименования в 1976 г. кратер имел обозначение Аполлоний G (в системе обозначений так называемых сателлитных кратеров, расположенных в окрестностях кратера, имеющего собственное наименование).

## Сателлитные кратеры
Отсутствуют.

## См.также
- Список кратеров на Луне
- Лунный кратер
- Морфологический каталог кратеров Луны
- Планетная номенклатура
- Селенография
- Минералогия Луны
- Геология Луны
- Поздняя тяжёлая бомбардировка